# Hobart (Washington)
Hobart je obec v okrese King v americkém státě Washington. V roce 2010 měla 6 221 obyvatel, z čehož 92 % tvořili běloši, 2 % Asiaté a 1 % Afroameričané. 4 % obyvatelstva byla hispánského původu. Rozloha obce činí 48,6 km². Své jméno nese po Garretu Hobartovi, 24. viceprezidentovi Spojených států.